# Hanna Knyazyeva-Minenko
Hanna Knyazyeva-Minenko (também grafado como "Knyazheva", "Knyazeva" e "Kniazeva"; em ucraniano: Ганна Князєва-Міненко, em hebraico:  חנה קנייזבה-מיננקו; nascida em 25 de setembro de 1989) é uma atleta ucraniana naturalizada israelense desde 2013, especialista no salto em distância e no salto triplo.

## Infância e vida pessoal
Anna Knyazyeva nasceu em uma família cristã, em Pereiaslav-Khmelnytskyi, na região de Quieve, na Ucrânia. Tinha apenas oito anos de idade quando começou a treinar como atleta.
Casou-se com o israelense Anatoly Minenko, ex-campeão de decatlo, a quem conheceu num campo de treinamento, em novembro de 2012. O casal vive em Israel.

## Carreira
Vice-campeã da Europa júnior em 2007, em Hengelo, representando a Ucrânia, Hanna terminou em quarto lugar nos Jogos Olímpicos de Verão de 2012 em Londres, com o salto de 14,56 metros. Pouco tempo antes, estabeleceu o novo recorde pessoal, com 14,71 metros.

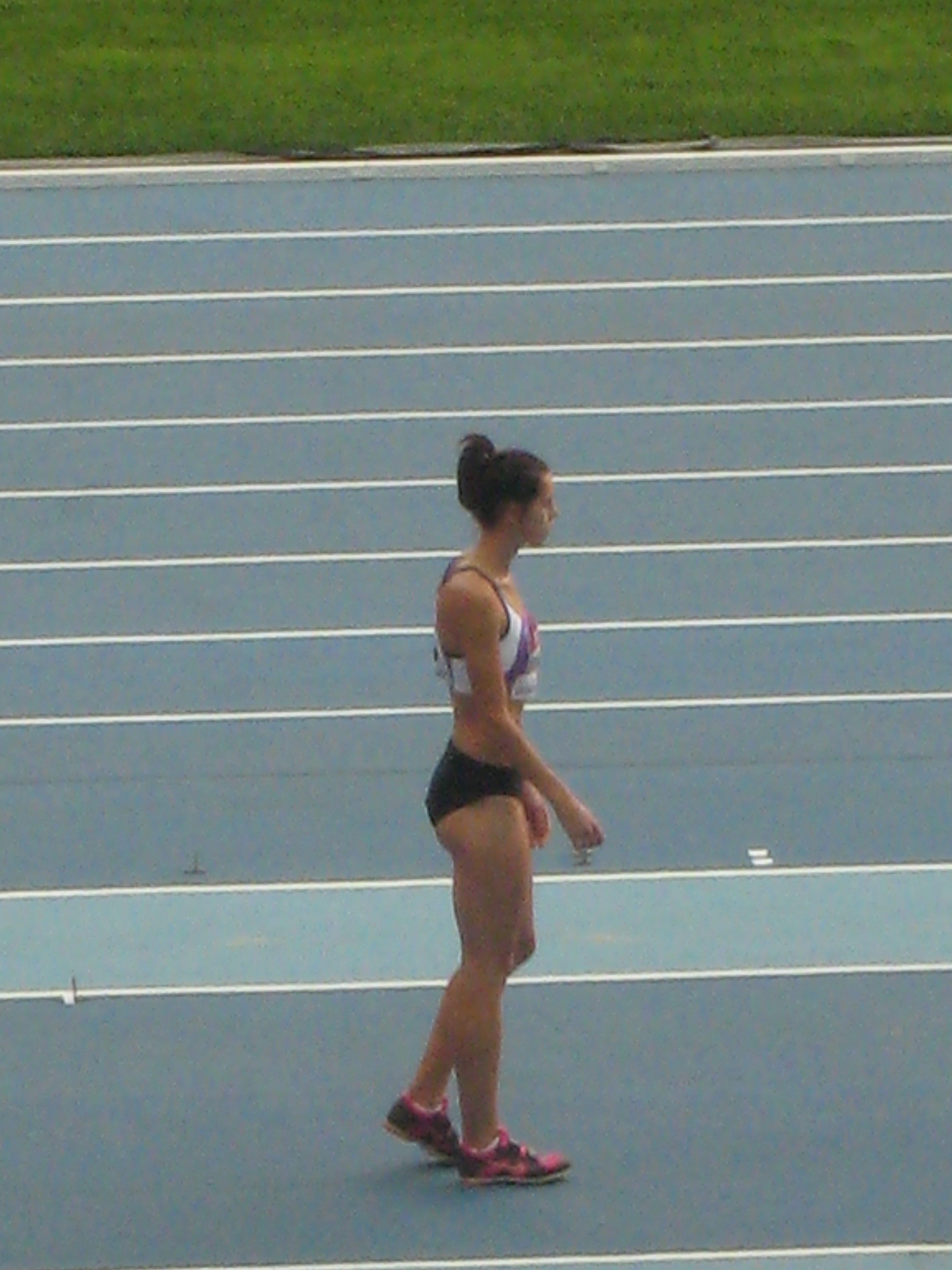
Knyazyeva-Minenko no Campeonato Mundial de Atletismo de 2013.

Hanna representa Israel desde 2013, ano em que se naturalizou israelense. No início de julho, obteve o novo recorde israelense durante o campeonato nacional ao atingir a marca de 14,50 metros. Hanna melhora este recorde em oito centímetros no Meeting Areva em Paris, com 14,58 metros. Disputou sua primeira competição internacional pelo Israel no Campeonato Mundial em Moscou, onde terminou em sexto lugar com 14,33 metros e depois ficou em segundo lugar no Hanžeković Memorial em Zagreb, com a marca de 14,88 metros.
Em 11 de junho de 2015, durante a Liga de Diamante da IAFF, realizada em Oslo, na Noruega, Hanna ficou em quinto lugar na competição do salto triplo, com a marca de 14,22 metros, e ganhou a medalha de prata nesta mesma especialidade no Campeonato Mundial, realizado no mesmo ano, ao saltar 14,78 metros, estabelecendo o novo recorde israelense.
Knyazyeva-Minenko representou Israel nos Jogos Olímpicos de Verão de 2016 no Rio de Janeiro, na competição do salto triplo, onde terminou em quinto lugar na final ao saltar 14,68 metros, seis centímetros atrás da atleta cazaquistanesa  Olga Rypakova, que conquistou o bronze. A quinta posição corresponde ao melhor resultado da história de um atleta israelense numa competição olímpica, definido primeiro pelo saltador em altura Konstantin Matusevich, na Olimpíada de 2000, em Sydney.